# Давена (Бреша)
Давена је насеље у Италији у округу Бреша, региону Ломбардија.
Према процени из 2011. у насељу је живело 99 становника. Насеље се налази на надморској висини од 972 м.